# Synagoga w Krasnymstawie
Synagoga w Krasnymstawie – synagoga znajdująca się w Krasnymstawie przy ulicy Czystej 3.
Synagoga została zbudowana na przełomie XIX i XX wieku. Podczas II wojny światowej hitlerowcy zdewastowali synagogę. Po zakończeniu wojny jej wnętrza zostały przebudowane i dostosowane do potrzeb spółdzielni krawieckiej. Obecnie budynek stoi opuszczony.
Murowany budynek synagogi został wzniesiony na planie prostokąta. Do dziś zachował się pilastrowy podział elewacji oraz forma dachu łamanego.